# Hagnaufurter Ried
Das Hagnaufurter Ried ist ein vom Regierungspräsidium Tübingen am 1. Dezember 1994 durch Verordnung ausgewiesenes Naturschutzgebiet auf dem Gebiet der Gemeinden Aulendorf im Landkreis Ravensburg und Ingoldingen im Landkreis Biberach.

## Lage
Das Naturschutzgebiet Hagnaufurter Ried liegt südwestlich der Ortschaft Hagnaufurt und nordöstlich der Ortschaft Lippertsweiler nahe der oberen Riß beidseits der Wasserscheide zwischen Riß und Schussen. Das Gebiet gehört zum Naturraum Oberschwäbisches Hügelland.

## Schutzzweck
Der Schutzzweck ist laut Verordnung „die Erhaltung, Pflege und Förderung faunistisch reichhaltiger und landschaftsprägender Niedermoorflächen sowie floristisch und faunistisch hochwertiger, sich naturnah regenerierender ehemaliger Torfstiche. Die regionale und überregionale Funktion als Brut‑ und Rastplatz für zahlreiche Vogelarten sowie als potentieller Lebensraum für seltene und höchst gefährdete Wiesenbrüter gilt es im Verbund der oberschwäbischen Feuchtgebiete zu bewahren.
Dies bedeutet insbesondere die Erhaltung und Förderung des ökologischen Inventars mit Vorsorge‑ und Pflegemaßnahmen für die artenreichen Pflanzen‑ und Tiergemeinschaften sowie deren ungestörte Ansiedlung bzw. Bestandsstabilisierung; die Erhaltung, Förderung und Stabilisierung von Niedermoorreststandorten als Lebensraum für seltene und bestandsgefährdete Arten sowie von ehemaligen Torfstichen als Rückzugsgebiete für hochspezialisierte Arten; die Erhaltung der Moorlandschaft auf lokaler Ebene; die Regenerierung und Stabilisierung des Wasserhaushalts als Voraussetzung für die Erhaltung der Moorböden und die Entwicklung der charakteristischen gefährdeten faunistischen und floristischen Lebensgemeinschaften [sowie] die Durchführung extensiver Nutzungsformen, die auf die Belange des Naturschutzes sowie der Landschaftspflege abgestimmt sind.“

## Landschaftscharakter
Das Naturschutzgebiet liegt in einer Talsenke zwischen dem Hungerberg und dem Höhlenesch. Im Gebiet befinden sich einige Waldflächen, die teilweise auf Pflanzungen, teilweise auf natürliche Sukzession zurückgehen. Die weiteren Flächen werden von verschiedenen Feucht- und Nassbiotopen, wie Schilfröhricht, Seggenrieden, Feuchtgebüschen eingenommen, die sich in ehemaligen Torfstichen entwickelt haben. Die Flächen sind temporär mit Wasser überstaut. Im südöstlichen Teil befinden sich auch bewirtschaftete Streu- und Nasswiesen.